# آب‌انبار خرگرد
آب‌انبار خرگرد مربوط به سده ۱۲ - ۱۳ ق است و در شهرستان خواف، روستای خرگرد واقع شده و این اثر در تاریخ ۲۲ مرداد ۱۳۸۴ با شمارهٔ ثبت ۱۳۲۰۶ به‌عنوان یکی از آثار ملی ایران به ثبت رسیده‌است.